# Kostel Narození Panny Marie (Třebenice)
Římskokatolický farní kostel Narození Panny Marie v Třebenicích v okrese Litoměřice v Ústeckém kraji je goticko-renesanční sakrální stavba postavená na místě staršího předchůdce a tvořící dominantu uprostřed protáhlého třebenického Paříkova náměstí. Od roku 1964 je kostel chráněn jako kulturní památka.

## Historie
První zmínka o farní lokalitě jako trhové vsi svatojiřského kláštera v Třebenicích pochází z roku 1227. Datum založení farnosti není doloženo, avšak matriky jsou vedeny od roku 1671. Rozvoj městečka v 16. století umožnil stavbu nového kostela. Nejprve vznikla roku 1551 velká věž v severozápadním nároží. Loď a presbytář byly postaveny v letech 1591–1601. Kostel byl obnoven po požáru roku 1669. V letech 1823–1824 byla postavena nová sakristie. Dále byl opraven v roce 1838 a znovu opraven v roce 1934 architektem J. Fialou. Oproti původní stavbě byl dodatečně upravený. Kostel přístupný během bohoslužeb.

## Architektura

### Exteriér
Loď i závěr kostela jsou členěny vysokými polokruhovými slepými arkádami na přízedních pilířích. V nich jsou hrotitá okna s kružbami a nad nimi se nacházejí okrouhlá okna. 

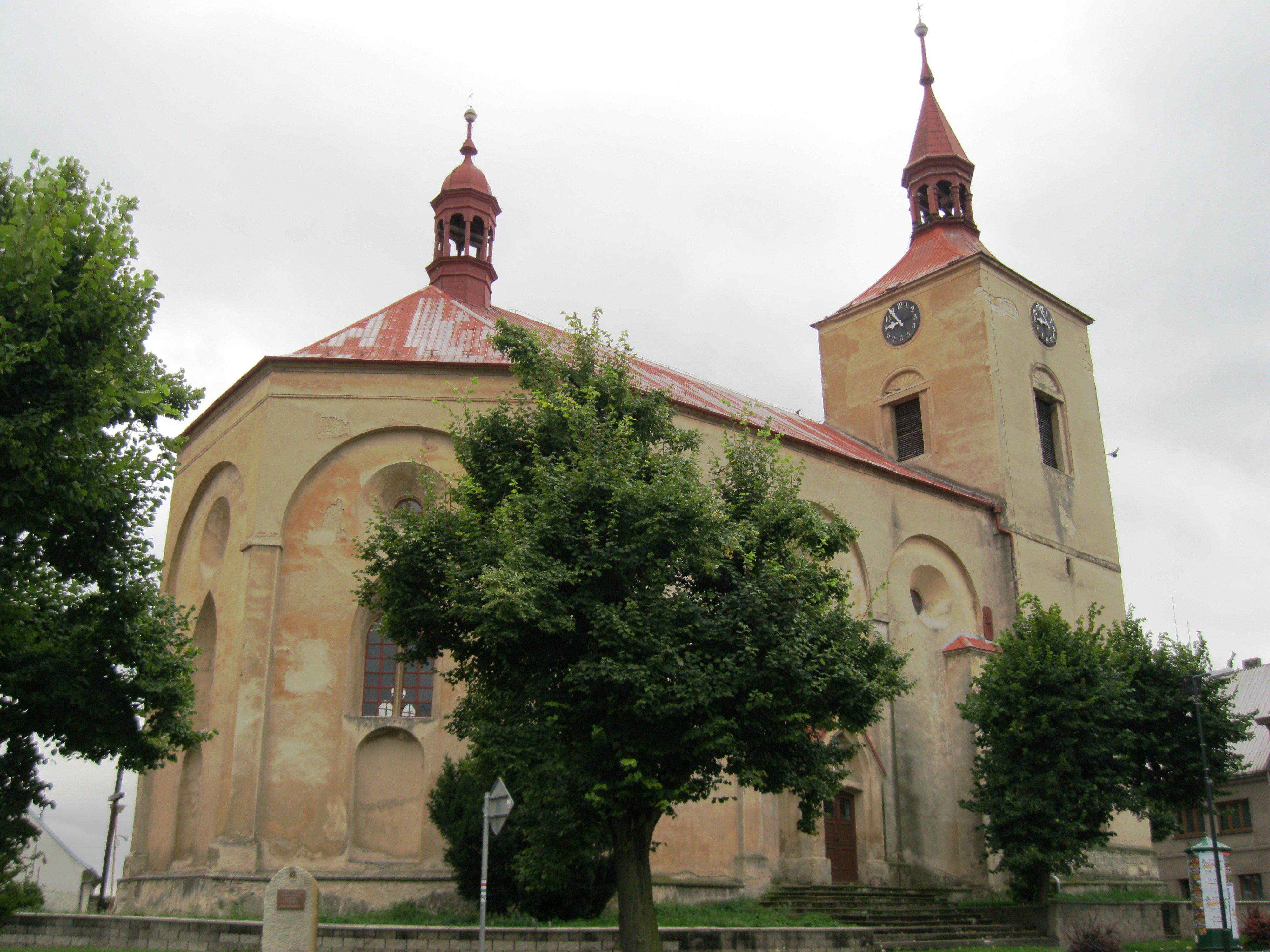
Třebenický kostel od závěru

Na jižní straně a závěru jsou pod hrotitými okny ještě ploché polokruhové výklenky. Sakristie má zaoblené rohy a lizénové rámce, které pochází z doby opravy v letech 1821–1824. Věž se spárovanými nárožími je členěna vysokou lichou arkádou. V horní části je věž členěna nárožními pilastry a obdélnými okny s polokruhovými nástavci. Na východní straně věže je nižší přístavek schodiště s úzkým portálem v pozdně goticky profilovaném rámci. Při západním nároží severní strany věže se nachází nápis svědčící o jejím založení v roce 1551. V západním průčelí je hrotitý vchod do předsíně.

### Interiér
Loď i presbytář tvoří jednotný, neoddělený prostor se slepými polokruhovými arkádami na pilastrech a obíhající hladkou římsou, která odděluje hrotitá a okruhlá okna. Valená klenba s lunetami a sítí štukových pásků je jednotná. Barokní zděná kruchta má poprsnici, která je nesená dvěma širokými segmentovými oblouky na hranolovém pilíři. Podklenutá je valenou klenbou s lunetami. Jižní pole podkruchtí je odděleno skleněnými dveřmi od dlouhé západní vstupní prostory. Je sklenuté dvěma poli valené klenby s lunetami a sítí štukových pásků na přízední pilíře, které jsou postavené v ose pilíře podkruchtí. Po severní straně této vstupní prostory v podvěží je obdélná kaple. Ta je sklenutá valenou klenbou s dvěma lunetami. Jsou zde železné dveře s pobíjenými pásky a růžicemi. Nad předsíní se nachází ještě druhá kruchta. Je sklenutá valenou klenbou s lunetami a štukovými pásky. Zábradlí této druhé kruchty je dřevěné, kuželkové. Severní předsíň je sklenuta plackou. Sakristie má plochý strop.

## Zařízení

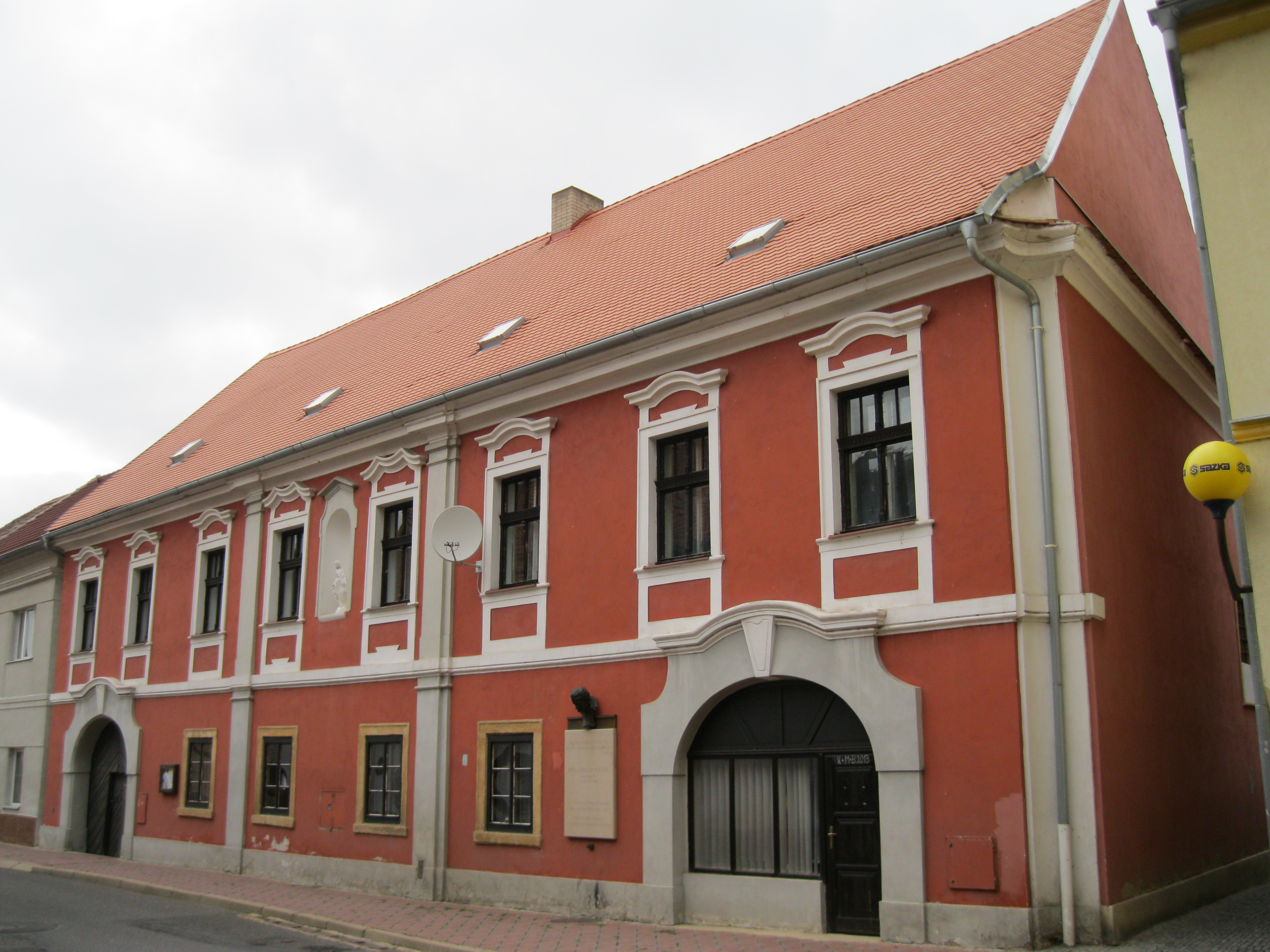
Fara v Třebenicích

Hlavní oltář je barokní a pochází z první čtvrtiny 18. století. Je na něm obraz Narození Panny Marie. V nástavci oltáře je obraz Nanebevzetí Panny Marie z roku 1858 od J. Žáka. Jsou zde také barokní sochy svatého Mikuláše a svatého Prokopa.  

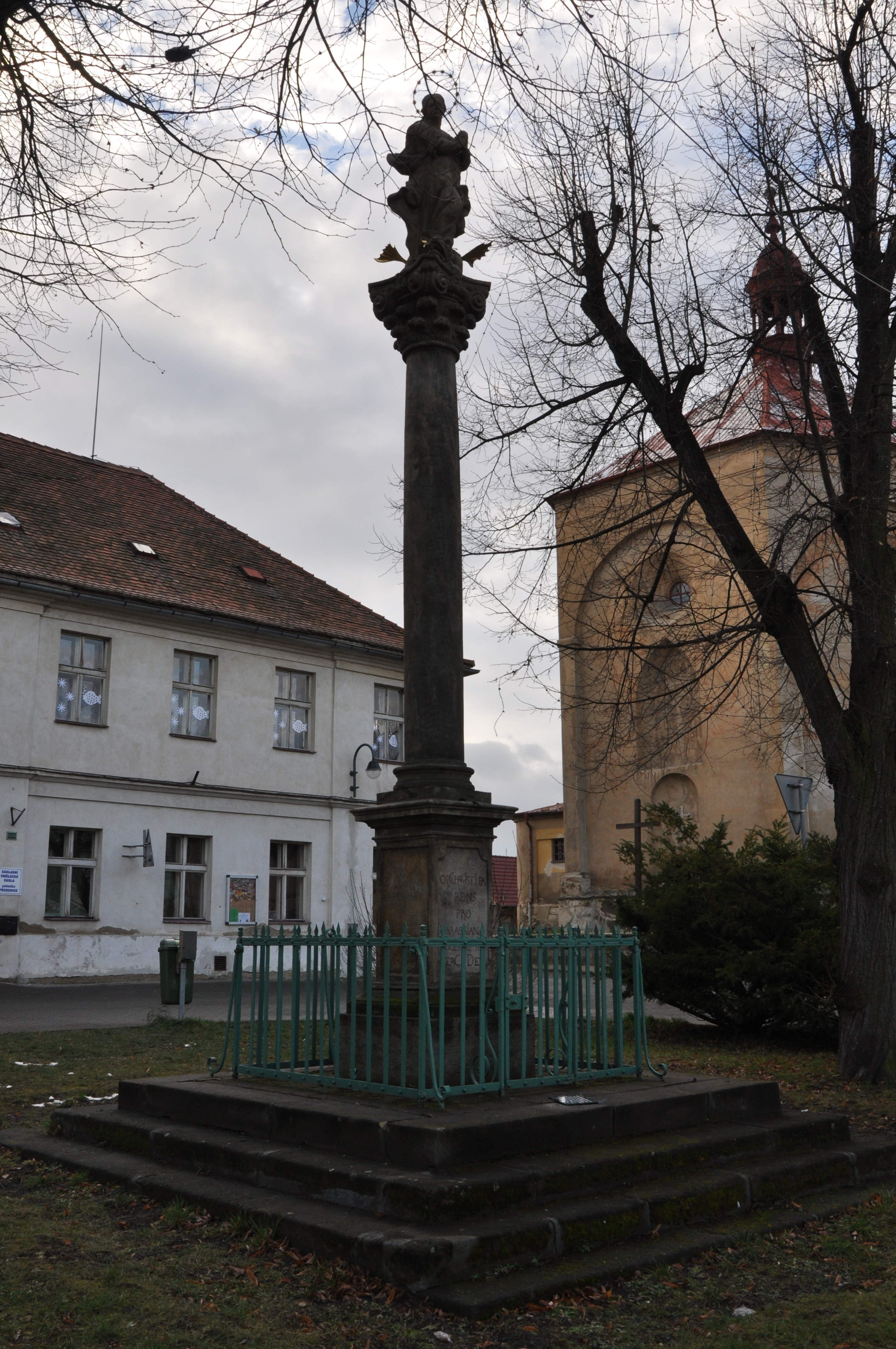
Mariánský sloup poblíž třebenického kostela

Barokní oltář svatého Vavřince s barokními sochami svatého Rocha a svatého Šebestiána pochází z první poloviny 18. století. Barokní oltář svatého Antonína s obrazem svatého Antonína je z první poloviny 18. století. V jeho nástavci je obraz Zvěstování Panny Marie. 
Oltář svatého Jana Nepomuckého je pseudobarokní. Kazatelna je barokní a pochází z první čtvrtiny 18. století. Je doplněna sochou svatého Jana Nepomuckého na stříšce a obrazy evangelistů a církevních Otců na řečništi kazatelny. Barokní zpovědnice je s obrazem svatého Jana Nepomuckého. Kostelní lavice jsou rokokové. Obraz svatého Petra a svatého Pavla v rokokovém rámu je z druhé poloviny 18. století. V kostele se nacházejí dva malé renesanční alabastrové reliéfy s výjevy z Apokalypsy v chiaroscurovém rámování. Jedná se patrně o saskou práci z 16. století. Krucifix je barokní, relikviáře pak rokokové. 

V jižní stěně je umístěn renesanční figurální náhrobník Zdislava ze Lhoty z roku 1574. Pozdně gotická cínová křtitelnice z první poloviny 16. století s reliéfy Ecce Homo, svatého Jakuba a svatého Václava pochází od mistra Tomáše. V sakristii je pozdně gotický reliéf Poslední večeře z první poloviny 16. století.

## Okolí kostela
Na náměstí u kostela je mariánský sloup s Immaculatou z roku 1705, chráněný od 3. května 1958 chráněna jako kulturní památka České republiky. V čp. 68 se nachází barokní fara z 18. století, která je také od 3. května 1958 chráněna jako kulturní památka České republiky. Jedná se o řadovou, jednopatrovou budovu s pilastry a dvěma polokruhově zakončenými vjezdy se štukovým rámcem a klenáky. Okna jsou obdélná a mají obdélné zdobné parapety a suprafenestry s římsami. Místnosti v přízemí a schodiště jsou sklenuty valenými klenbami s lunetami. V přízemí se nachází oratorium přístupné z ulice.